# 建昌道
建昌道是清代到中华民国初期四川省的一個道。
整飭建昌道，順治七年十月置。駐建昌衛。職能為「督理糧儲，分巡行都司」。康熙六年七月裁。康熙八年復置，為分巡道．駐寧遠府。雍正問轄寧遠府、雅州府二府和嘉定直隸州、邛州直隸州、眉州直隸州三直隸州。乾隆十年，移駐雅州府。乾隆十三年，為分巡建昌上南道，按察使司副使銜。乾隆二十四年八月，加水利銜。二十五年，增轄雜谷廳、松潘廳二廳。乾隆三十二年三月，加兵備銜。乾隆四十一年四月，屬成都將軍統轄。後仍屬總督統轄。光緒三年．稱分巡建昌上南驛務兵備道。宣統三年，轄嘉定、雅州、寧遠三府和眉、邛二州。 
清末改建昌道置上川南道，又称建昌上南道。为清代四川省五分巡道之一。驻雅州府（治今雅安市）。辖雅州、嘉定、宁远三府，眉、邛二直隶州。1913年2月民国以置上川南道，治雅安县（今四川雅安市）。属四川省。辖雅安、名山、荥经、芦山、清溪、西昌、冕宁、盐源、昭觉、天全、会理、盐边、越嶲厅。相当今四川大邑、眉山、乐山、自贡、甘洛、金阳以西地区，西藏江达、贡觉二县及芒康县部分地。1914年，改名建昌道。1928年，废除。